# Willem Diehlprijs
De Willem Diehlprijs is een architectuurprijs die tweejaarlijks wordt uitgereikt aan een project voor beste restauratie, renovatie of herbestemming in de Nederlandse stad Arnhem. Er wordt  sinds 2009 zowel een jury- als een publieksprijs vergeven. De prijs wordt uitgereikt door het Arnhemse Architectuurcentrum CASA en is vernoemd naar de architect Willem Diehl, die voor Arnhem onder andere het Vestagebouw en Luxor Live ontwierp.

## Winnaars
| Jaar | Juryprijs           | Publieksprijs           |
| ---- | ------------------- | ----------------------- |
| 2007 | Bar Florian         | n.v.t.                  |
| 2009 | Stadhuis            | Luxor Live              |
| 2011 | Stadsschouwburg     | Boulevard Heuvelink 108 |
| 2013 | Paleis op de Heuvel | Koepelkerk              |
| 2015 | Transformatie       | De Mariënburg           |
| 2017 | Theater aan de Rijn | Sint Petersgasthuis     |
| 2019 | Het Gelders Huis    | De Boulevard            |
| 2021 | KB-gebouw           | Basisschool de Wijzer   |
| 2023 | KKN7                | Sint-Eusebiuskerk       |